# 佐藤周
佐藤 周（さとう あまね、1988年7月1日- ）は、日本の映画監督。大分県大分市出身。

## 来歴
2011年、立命館大学映像学部在学中に制作した短編ホラー『へんたい』が学生残酷映画祭にてグランプリと観客賞を受賞。同作は国内外多数の映画祭で上映された。
2016年、岩井志麻子によるホラー短編小説を原作とした『伝染る物語 KADOKAWA怪談実話』の中の一話「振り返ってはいけない」でドラマ初演出。
2017年、心霊ドキュメンタリー『怪談新耳袋Gメン 復活編』で劇場用長編映画を初監督。
2019年、幽霊との性的接触を題材にした長編ホラー映画『シオリノインム』で「第6回 夏のホラー秘宝まつり」グランプリを受賞。
2020年、第三回大蔵映画新人監督発掘プロジェクトにて優秀賞を受賞。
2021年、『橘アヤコは見られたい』が第50回ロッテルダム国際映画祭にて招待上映。
2021年、アクションホラー短編「日本の一番ヤバい場所」がTikTok TOHO Film Festival 2021にて観客賞を受賞。

## 作品

### 映画
- FRIEND IS THE DEAD（2010年） - 監督・脚本
- へんたい（2011年） - 監督・脚本・撮影・編集・美術
- 破廉恥怪段（2014年） - 監督・脚本・編集
- 凶夢（2017年） - 監督・脚本・編集
- 怪談新耳袋Gメン 復活編（2017年、キングレコード） - 監督・撮影・編集・出演
- 怪談新耳袋Gメン 冒険編 前編（2018年、キングレコード） - 監督・撮影・編集・出演
- 怪談新耳袋Gメン 冒険編 後編（2018年、キングレコード） - 監督・撮影・編集・出演
- シオリノインム（2019年、キングレコード） - 監督・脚本・編集
- 怪談新耳袋Gメン2020（2020年、キングレコード） - 監督・編集・出演[10]
- 橘アヤコは見られたい（2020年、オーピー映画） - 監督・脚本・編集[11]
- 怪談新耳袋Gメン ラスト・ツアー（2021年、キングレコード） - 監督・編集・出演[12]
- ヘタな二人の恋の話（2022年、キングレコード） - 監督・編集[13]
- 18歳のおとなたち（2023年12月2日公開、レイワジャパン） - 監督・編集[14]

### テレビ
- 伝染る物語 KADOKAWA怪談実話「振り返ってはいけない」（2016年、ひかりTV） - 監督・脚本・編集
- ハルナ、うしろ（2022年、テレビ朝日「お願い！ランキング presentsそだてれび」内にて放映） - 監督・脚本・撮影・編集[15]
- マリナ、うしろ（2023年、テレビ朝日「お願い！ランキング presentsそだてれび」内にて放映） - 監督・脚本・編集[16]
- ダブルタップミステリー（2023年、テレビ朝日） - 監督・脚本・編集
- 怪談新耳袋 暗黒（2023年、BS-TBS） - 監督・脚本・編集
- イミコワ考察ミステリー不気味な答え（2023年、テレビ朝日） - 監督・脚本・編集

### WEB
- コワゾー＠怖くてゾッとする体験型ホラー（2021年〜、TikTok）- メイン監督

### メイキング
- BELLRING少女ハートの６次元ギャラクシー（2014年） - 撮影・編集
- バクマン。（2015年） - 撮影
- 十字架（2016年） - 編集
- 私は絶対許さない（2018年） - 撮影
- GIVER 復讐の贈与者（2018年） - 撮影・編集
- 旅のおわり世界のはじまり（2019年） - 編集

### その他
- WELCOME TO JAPAN 日の丸ランチボックス（2019年） - 予告篇制作